# ناسوا (شهرستان هیو)
ناسوا (به لاتین: Nasva) یک منطقهٔ مسکونی در استونی است که در دهستان کاینا واقع شده‌است.